# گریت رتینگ
گریت رتینگ (به انگلیسی: Great Wratting) یک روستا و محله مدنی در بریتانیا است که در St Edmundsbury واقع شده‌است. گریت رتینگ ۲۱۰ نفر جمعیت دارد.